# WINO
WINO（ワイノ）は、日本の5人組ロックバンド。
主に90年代のUKロック、そのムーヴメントであるブリットポップに影響を受け、日本のUKロックファン層を中心に支持された。アニメ「HUNTER×HUNTER」のオープニングテーマ「太陽は夜も輝く」がスマッシュヒットするも、その後の契約関係でメジャーでの活動が困難となり、4thアルバム『EVERLAST』リリースに伴う全国ツアー終了後の2002年11月に解散。2024年2月に再始動。

## 概要
明治学院大学在学中、高校時代からの友人であった吉村(Vo)、外川(G)に、上京してきた久永(G)を加え、1995年（平成7年）9月ボグ・マイトルスターとして結成、そこに同大学の川添(B)、黒沼(Dr)が加入し、1996年（平成8年）3月に現在のWINO（ワイノ）と改名。同年インディーズ・コンピレーションアルバム『RETURN OF GUITAR LIGHTNING HORROR SMILIN'』（Gods Pop Records）をズボンズ、Lucy Van Pelt、ペンギンノイズ等と参加しリリース。その後インディーズからのリリースを経て、1998年（平成10年）9月、マキシシングル「Devils Own[mix No.4]」でデビュー。1999年（平成11年）2月、外資系レコード店を中心に強力なタイアップの下、満を持して1stアルバム『Useless Music』をリリース。その年の夏にはフジロックフェスティバルに出演、暮れには2ndアルバム『WINO』をリリースした。そのリリースに伴ったツアーのセミファイナル(2000年（平成12年）3月14日）では赤坂ブリッツでワンマンライブを行い成功を収めるなど（その模様はNHK-BS2の『新・真夜中の王国』にて放送された）、デビュー後1年半は特に精力的な活動を行った。その後2001年（平成13年）5月にバンドにとって最高のヒットシングルとなった「太陽は夜も輝く」を含む3rdアルバム『Dirge.no9』を発表。ほどなくして2002年（平成14年）8月に4thアルバム『EVERLAST』を発表したが、それに伴う2回目のツアーHERE COMES THAT FEELING!終了後の11月22日、ライブ“Club Snoozer”への出演を最後に自身の所属事務所であるアロハ・プロダクションのホームページ上において解散を発表した。ファンクラブはFC WINO。

## メンバー
- 吉村潤（Vocal／1975年（昭和50年）10月19日生まれ） イギリス／オランダ育ち．A型
  - バンドの楽曲の約8割を作詞作曲する。幼少時に父親の仕事の関係で3歳までイギリス・ロンドン郊外、その後13歳までオランダ・ロッテルダムで暮らす。
  - 髪型をよく変え、アルバム、ライブ、イベントごとなど、常に新しい髪形を試みることでも知られている。
  - バンド活動中においては唯一の既婚者で一児（長女）の父親でもある。4thアルバムの収録曲「Chelsea Girl」はその娘に捧げられた。
  - 現在は国内とハワイを拠点に自身のソロプロジェクト『JUN』においてポップなエレクトロサウンドをベースに音楽活動を継続している。
  - 2016年、ハワイにサーフカルチャーを中心としたアートギャラリー「Polu Gallery」を設立した。
- 久永直行（Guitar／1975年（昭和50年）4月2日生まれ）岡山県出身．O型
  - リードギター担当。
  - オダギリジョーとともに高校時代バンドを組んでいた。
  - 使用ギター…1stでは友人に借りたオービル・レスポール・カスタム
  - 使用アンプ…マッチレス
  - 解散後、Gold77のメンバーとして活動する傍ら、2006年（平成18年）からはインディー・レーベル「CITY RECORDS」を自身で起ち上げ、数組のアーティストの音源(「THE HIGH STREETS」/「EERECTIONN」/「LISTEN TO THE SILENCE」)をリリース。現在はレーベル運営やシンガー・ソングライターとしての活動を開始する一方、THE HIGH STREETSやバンド・オダギリジョーのギタリストとして作曲を担当。またプロデューサーとしての活動も開始している[2]。
  - 2008年（平成20年）10月22日に自身初のソロ・アルバム『黒猫殺人事件(上)』をリリース。このアルバムは(上)(中)(下)と続く3部作の第1弾で、古くからの友人であるオダギリジョーやUMU（FREAKYFROG/ex. BEAT CRUSADERS）なども参加している。[3]。
  - 愛称 チョッコー
- 外川慎一郎（Guitar／1975年（昭和50年）4月28日生まれ）東京都出身．A型
  - リズムギター担当。
  - 使用ギター…1stではフェンダー・クラプトン・モデル、レスポール・デラックス
  - 使用アンプ…VOX AC30
  - 現在はソロプロジェクトTOGUAR（のちThe Creeplands）として音楽活動を続ける一方、THE HIGH STREETSのベーシストとしての活動もスタートしている。
- 川添宏之（Bass／1975年（昭和50年）11月23日生まれ） 横浜市出身．B型
  - 使用ギター…フェンダー・プレシジョンベース
  - 使用アンプ…トレース･エリオット、アンペグ
  - 愛称 ゾエ
- 黒沼征孝（Drums／1975年（昭和50年）4月15日生まれ） 横浜育ち．A型
  - 愛称 ジョー
  - 2006年（平成18年）9月から外川(G)のプロジェクトThe Creeplandsのドラムスとして加入。

## 略歴
- 1995年（平成7年）9月 吉村(Vo)、外川(G)、久永(G)でボグ・マイトルスター結成
- 1995年（平成7年）11月 川添(B)、黒沼(Dr)を加え現在の編成に
- 1996年（平成8年）3月 WINO（ワイノ）と現在のバンド名に変更、下北沢CLUB QUE、SHELTER、新宿JAMを中心に活動をする
- 1996年（平成8年）12月 Gods pop Recordsより、コンピレーションアルバム「RETURN OF GUITAR LIGHTNING HORROR SMILIN'」リリース（収録曲はメジャーデビュー以後もライブで特に人気が高かった「GOING OUT」含む2曲（「GOING OUT」「Escape」）収録）
- 1998年（平成10年）3月 レコーディングのため3週間渡英、ザ・シャーラタンズの「Tellin' stories」などを手がけたDave Charlesプロデュースにて「Devil's own」「NEW SONG」他を録音
- 1998年（平成10年）5月 boogaloo『Devil's own '98.9.11 Live at Shelter』(Live Take1曲入り)リリース
- 1998年（平成10年）7月 Hirami Records『WATERMARK』(1曲入り)リリース
- 1998年（平成10年）9月23日 Victor/SPEEDSTAR RECORDSよりDevil's own[mix NO.4]でメジャーデビュー （オリコンチャート最高91位）
- 1999年（平成11年）2月 1stアルバム『Useless Music』発表（オリコンチャート最高38位）
- 1999年（平成11年）12月 2ndアルバム『WINO』発表（オリコンチャート最高57位）
- 2000年（平成12年）12月 7thシングル「太陽は夜も輝く」発表（オリコンチャート最高35位）
- 2001年（平成13年）5月 3rdアルバム『Dirge.No9』発表（オリコンチャート最高64位）
- 2002年（平成14年）8月 4thアルバム『EVERLAST』発表（オリコンチャート圏外）
- 2002年（平成14年）11月22日　Club Snoozer＠新宿LIQUIDROOM を以って、解散
- 2024年（令和6年）1月 再始動を発表し、2月7日に渋谷duo MUSIC EXCHANGEで行われるライブイベント「Downtown Channel vol.5」に出演する予定[1]。

## バンド名の由来
吉村潤(Vo)が「アルコール中毒、ワイン中毒」という意味を持つ英単語「wino」に惹かれ、「中毒性のある音楽を持ったバンド」という意味で名づけた。バンド名を「ウィーノ」と誤読されることが多く、CD店でも「う」のコーナーに置かれていることがままある。

## 音楽性
80年代半ば～90年代のUKロックシーン、特にマッドチェスターの影響を大いに受けた太いグルーヴを持ったサウンドが特徴。その流れを汲むブリットポップの親しみやすいメロディーが混在しているのも特徴的。
吉村(Vo)自身は影響の受けたアーティストについて「ラーズやキャストを聞きまくっていた」と告白している。また（似ていると言われる）ザ・ストーン・ローゼズやオアシスについては「（似ていると言っても）原体験ではないですからね」と決して熱狂的な影響を受けているわけではないことをほのめかした。
デビュー当初、外資系レコード店などの強力なプッシュから見てもわかるとおり、同世代の海外バンドへの憧憬とルーツを悪びれもせず半ば確信犯的に前面に押し出したバンドのサウンドスタイルは、ダンス･ミュージックとしての機能性を持ったフロア対応型のロックバンドがあまりいなかったということもあり、インディーズ時代からの音楽業界の注目度は高く、当時の日本のロックファンには歓迎を持って受け入れられた。ところがその一方で主にイギリスのシーンなど海外のロックを好む日本のリスナーからは、彼らの音楽的ルーツがオアシスやザ・ストーン・ローゼズ、ザ・シャーラタンズやプライマル・スクリームなどといった、当時イギリスで流行していた現役の人気バンドを容易に想起せしめるものであったため、その部分に特化して彼らを特に批判的な目で見るようになっていった。

## 音作り
基本的に吉村が歌とギターでテープを持ってくる。それをみんなでスタジオで聴いてその場で音を出しながら決めていく。

## ナンバーナインとのつながり
裏原宿系ブランド、ナンバーナインのデザイナー宮下貴裕がファンであることから、メンバーの着用する衣装はナンバーナインのものであることが多い。これはフジロックフェスティバル'99出演時のTHE BEATLESのロゴをもじったTHE EATBEATロゴTシャツやフジテレビ『FACTORY』出演時のメカニックシャツ、ツアーでのラストライブとなった新宿LIQUIDROOM（10.09（Wed））でのTHE END OF CENTURYロゴTシャツなど、映像で確認できるライブ映像の衣装のほとんどがナンバーナインのものであることからも確認できる 。またスペースシャワーTVの人気番組梁山泊 (CS番組)において外川(G)が着用していたのも、ジョン・レノンが愛用していたNEW YORK CITY-TシャツのロゴをもじったナンバーナインのGOTTHAM CITYロゴTシャツであった。
宮下貴裕自身がボーカルを務めるバンド、THE HIGH STREETSには久永がギター、外川がベースで参加している。

## オダギリジョーとのつながり
テレビブロスに連載を持つオダギリジョーが自身のCDデビューについての同誌インタビューで、高校時代に久永(G)とバンドを組んでいたことについて聞かれ、よく村八分などをカバーしていたことを明かした。そのこともあってかWINOのCDを初めて聴いたとき、あまりにカッチリ作っている作風だったことに驚きを隠せなかったという。
テレビブロス内の連載にある写真で、WINOの所属事務所ホームページ内で販売されていたWINOのロゴ入りTシャツを着て写っていたことがある。本文ではそのことについて特に触れられていなかった。
久永(G)の初ソロ・アルバム『黒猫殺人事件(上)』にゲストで参加。

## シャーラタンズのオープニングアクト
- 1999年（平成11年）にザ・シャーラタンズのオープニングアクトを計4回にわたってつとめている。
  - 12.01（Wed） Zepp Tokyo
  - 12.03（Fri） CLUB CITTA 川崎
  - 12.05（Sun) Zepp Fukuoka
  - 12.08（Wed） Zepp Osaka

## メンバーのエピソード
- メンバー同士はプライベートでも仲が良く、メジャーデビュー後も一緒に映画に行ったりする[13]。
- 解散後、吉村(Vo)のソロJunのライブに外川(G)がゲストに訪れたり、外川(G)のバンドに黒沼(Dr)が加入したりするなど交流はまだ続いている[14]。
- 結成当時、あまりに演奏が下手なことから、ライブハウスに出演させてもらえなかった。そのため、オーディションのないライブハウスを選んでライブをしていた[15]。

## 交流のあるバンド、ミュージシャン
- BUGY CRAXONE （同じエンジニアを通じて存在を知り、札幌のライブで共演を果たす。そのときのバーで意気投合。その後お互いのイベントやライブなどでも共演を果たす[16]。またBUGY CRAXONEのミニアルバム『This is NEW SUNRIZE』の4曲目「why?(feat.Yoshimura&Togawa from WINO」にも参加している。なおこのアルバムにはWINOメンバーと同じ明治学院大学出身のチバユウスケも2曲目の「人と光(feat.チバユウスケ from thee michelle gun elephant)」で参加している）
- Grapevine （事務所の先輩後輩の関係にあたる）
- KAGAMI DJ（2ndアルバム『WINO』「Mirror」に参加）
- 古明地洋哉（ライブイベント「Listen To The Silence」（02/1/19 ＠ 渋谷CLUB QUATTRO）にて吉村(Vo)が共演）

## ディスコグラフィ

### シングル
|      | 発売日                        | タイトル                             | 規格品番                     | 収録曲 | 備考                 |
| ---- | ----------------------------- | ------------------------------------ | ---------------------------- | --- | -------------------- |
| 1st  | 1998年9月23日 2015年05月27日  | Devil's own [mix No.4]               | VICL-35034 MSCL-12705:MEG-CD | 1. Devil’s own 2. New Song 3. WATERMARK                                                                      | オリコン最高91位     |
| 2nd  | 1998年12月19日 2015年05月27日 | LOADED                               | VICL-35041 MSCL-12706:MEG-CD | 1. Loaded 2. RIDE ON 3. THUNDER                                                                              |                      |
| 3rd  | 1999年5月26日 2015年05月27日  | ain't gonna lose                     | VICL-35066 MSCL-12707:MEG-CD | 1. ain`t gonna lose 2. Any how 3. SEA CASTLE                                                                 | オリコン最高78位     |
| 4th  | 1999年10月21日 2015年05月27日 | Tomorrow                             | VICL-35086 MSCL-12708:MEG-CD | 1. Tomorrow 2. Teenage tears 3. Long Day                                                                     | オリコン最高64位     |
| 5th  | 2000年3月23日 2015年05月27日  | THE ACTION (ALL I REALLY WANT TO DO) | VICL-35114 MSCL-12709:MEG-CD | 1. The Action(All I really want to do) 2. SPIN 3. The Action(From Dusk Till Dawn Mix by Captain Funk)        |                      |
| 6th  | 2000年8月23日 2015年05月27日  | Sullen Days                          | VICL-35168 MSCL-12710:MEG-CD | 1. Sullen Days 2. Songs of Shadow 3. Talk to me                                                              | 七尾旅人が参加       |
| 7th  | 2000年12月27日 2015年05月27日 | 太陽は夜も輝く                       | VICL-35216 MSCL-12711:MEG-CD | 1. 太陽は夜も輝く 2. Rainbow 3. a new world                                                                  | オリコン最高35位     |
| 8th  | 2001年4月21日 2015年05月27日  | New Dawn F                           | VICL-35239 MSCL-12712:MEG-CD | 1. New Dawn F 2. Lost Communication 3. Little Saviour 4. Inhaler -Live- (エンハンスド)CD-EXTRA仕様           |                      |
| 9th  | 2001年12月19日 2015年05月27日 | Go Straight Song!                    | VICL-35341 MSCL-12713:MEG-CD | 1. Go Straight Song! 2. No Enemies 3. Come Together Now                                                      |                      |
| 10th | 2002年5月22日 2015年05月27日  | Not Alone                            | VICL-35396 MSCL-12714:MEG-CD | 1. Not Alone 2. Not Alone -SUGIURUMN hottest day of june MIX- 3. Not Alone -Niddle’s ‘Yes,We are not’ Remix- |                      |
| 11th | 2002年8月7日 2015年05月27日   | LOVE IS HERE                         | VICL-35418 MSCL-12715:MEG-CD | 1. LOVE IS HERE 2. Brake Down The Long Road, Brake Down The Wall 3. Freedom Song                             | 亀田誠治プロデュース |

### アルバム
|       | 発売日                        | タイトル                    | 規格品番                      | 収録曲 | 備考                                |
| ----- | ----------------------------- | --------------------------- | ----------------------------- | --- | ----------------------------------- |
| 1st   | 1999年2月24日 2015年06月24日  | Useless Music               | VICL-60348 MSCL-60770:MEG-CD  | 1. Devil's own 2. Inhaler 3. WILD FLOWER 4. Can't leave the here 5. SISTER'S HIGH 6. White Room 7. Confusion 8. She 9. Call the SUN 10. LOADED 11. Unfinished Vibes | オリコン最高38位                    |
| 2nd   | 1999年12月16日 2015年06月24日 | WINO                        | VICL-60516 MSCL-60771:MEG-CD  | 1. The Action 2. Tomorrow 3. Velvet 4. Hospital 5. GLORY 6. FREAKS 7. Mirror 8. We are the boys 9. Thank you 10. Anyhow 11. Friend of mine 12. ain't gonna lose | オリコン最高57位                    |
| 3rd   | 2001年5月23日 2015年06月24日  | DIRGE No.9                  | VICL-60733 MSCL-60772:MEG-CD  | 1. New Dawn F 2. Resolution 3. Mad Silence 4. Hurt 5. 太陽は夜も輝く 6. Butterfly 7. Empty Soul 8. Imagine, still 9. My Life 10. Sullen Days －album version－ 11. Dirge No.9 | オリコン最高64位                    |
| 4th   | 2002年8月21日 2015年06月24日  | EVERLAST                    | VICL-60927 MSCL-60773:MEG-CD  | 1. Warsaw 2. Everlast 3. LOVE IS HERE 4. Jesus 5. All About a Boy 6. Philadelphia 7. Chelsea Girl 8. Forever Young 9. Not Alone 10. Freedom Song 11. Go Straight Song! | 弥吉淳二プロデュース                |
| B面集 | 2003年1月22日 2007年12月19日  | LION                        | VICL-61077:CCCD VICL-62698:CD | 1. New Song 2. WATERMARK ～Ver.3～ 3. THUNDER 4. RIDE ON 5. SEA CASTLE 6. Teenage tears 7. SPIN 8. Songs of Shadow 9. Talk to me 10. Rainbow 11. a new world 12. Lost Communication 13. Little Saviour 14. Come Together Now 15. No Enemies 16. Break Down The Long Road, Break Down The Wall 17. Freedom Song |                                     |
| 5th   | 2003年3月19日 2015年06月24日  | THE BEST OF WINO - Volume 1 | VICL-61095 MSCL-60774:MEG-CD  | 1. The Action (All I really want to do) 2. Everlast 3. Thank you 4. WILD FLOWER 5. Tomorrow 6. My Life 7. Dirge No.9 8. LOADED 9. Inhaler 10. Warsaw 11. New Dawn F 12. Go Straight Song! 13. 太陽は夜も輝く 14. GOING OUT 15. Devil's own〔mix No.4] 16. Friend of mine                                       | 選曲・監修 Snoozer編集長 田中宗一郎 |

### DVD
|     | 発売日        | タイトル | 規格品番 | 収録曲 | 備考                           |
| --- | ------------- | -------- | -------- | --- | ------------------------------ |
| 1st | 2003年1月22日 | LION     | VIBL-95  | 1. -opening- 2. The Action 3. White Room 4. -movie- 5. Velvet 6. -movie- 7. Devil’s Own 8. -movie- 9. Watermark 10. -movie- 11. 太陽は夜も輝く 12. EVERLAST 13. -movie- 14. Inhaler 15. New Dawn F 16. LOVE IS HERE 17. -movie- 18. Go Straight Song! 19. -ending- | ビデオクリップ集+ライヴ映像2曲 |

### 参加作品
| 発売日         | タイトル                                         | 規格品番   | 収録曲         | 備考                                         |
| -------------- | ------------------------------------------------ | ---------- | -------------- | -------------------------------------------- |
| 2002年10月09日 | あろは～aloha all cast presents“12 smile & pray” | SRCL-5431  | ルージュの伝言 | 所属事務所バンドによる昭和歌謡カバーアルバム |
| 2006年05月31日 | Football Music Album YELL                        | VICL-61940 | Not Alone      | スウィートスター                             |
| 2009年02月25日 | TANGE KOUKI VIDEO COLLECTION                     | TFBQ-18097 | New Dawn F     | トイズファクトリー オリコン最高184位         |

## タイアップ一覧
| 使用年 | 曲名                                 | タイアップ                                                                  |
| ------ | ------------------------------------ | --------------------------------------------------------------------------- |
| 1999年 | Inhaler                              | VISA「VISAカード」CMソング                                                  |
| 1999年 | WILD FLOWER                          | 西沢学園 CMソング（関西地方）                                               |
| 1999年 | Tomorrow                             | NHK-FM『ミュージック・スクエア』1999年10・11月度オープニングテーマ          |
| 1999年 | Tomorrow                             | NHK-BS『Tomorrow』11月度エンディングテーマ                                  |
| 2000年 | THE ACTION (ALL I REALLY WANT TO DO) | TBS系『COUNT DOWN TV』2000年3月度エンディングテーマ                         |
| 2000年 | 太陽は夜も輝く                       | フジテレビ系アニメ『HUNTER×HUNTER』2期オープニングテーマ（第49話 - 第62話） |
| 2001年 | Go Straight Song!                    | テレビ朝日系『イマドコ?』エンディングテーマ                                 |
| 2002年 | Freedom Song                         | アジア・パシフィック・ラリー選手権 第4戦「ラリー北海道2002」テーマソング    |

## ヘビーローテーション/パワープレイ

### ラジオ
| 放送年 | 曲名           | ラジオヘビーローテーション/パワープレイ |
| ------ | -------------- | --------------------------------------- |
| 2001年 | 太陽は夜も輝く | FM大阪 2001年1月度POWER PLAY            |

## ミュージックビデオ
| 監督               | 曲名 |
| 池田剛             | 「LOVE IS HERE」 |
| タミム・ナッシャー | 「太陽は夜も輝く」 |
| 中村友彦           | 「Devil's own」 |
| 野田竜司           | 「Resolution」 |
| MASAO              | 「Not Alone」 |
| Resolution         | 「Sullen Days」 |
| 不明               | 「EVERLAST」「Go Straight Song!」「LOADED」「THE ACTION(All really want to do)」「Tomorrow」「VELVET」「WATERMARK」「White Room」「ain't gonna lose」「New Dawn F」 |

## 主なライブ
- 1998年09月20日 - SPACE SHOWER TV SWEET LOVE SHOWER 1998
- 1999年08月01日 - FUJI ROCK FESTIVAL '99
- 2000年08月26日 - auサウンドマリーナ2000
- 2000年08月30日 - RUSH BALL 2000
- 2000年12月30日 - LIVE DI:GA SPECIAL 2000 ACT I "Leave Remembrance Songs"